# Тумбс (окръг, Джорджия)
Окръг Тумбс (на английски: Toombs County) е окръг в щата Джорджия, Съединени американски щати. Площта му е 956 km², а населението - 26 067 души (2000). Административен център е град Лайънс.